# Isn’t Anything
Isn’t Anything ist das Debütalbum der irischen Shoegazing-Band My Bloody Valentine. Es erschien im November 1988 auf Creation Records, nachdem die Band drei Jahre lang lediglich Extended Plays, Singles und Mini-Alben veröffentlicht hatte.

## Entstehungsgeschichte
Nachdem der ursprüngliche Sänger der Band, Dave Conway, 1987 die Band verließ, wurde er von Bilinda Butcher ersetzt. So fuhr die Band eine Zeit lang mit ihrem Noise-Pop-artigen Stil fort, bis Kevin Shields die Band wieder auf experimentellere Wege führte. Die Band fand heraus, was mit den Aufnahmetechniken möglich war, als sie 1988 bei Creation Records ihren Plattenvertrag unterschrieben. Die ersten Früchte dieser Experimentierfreudigkeit fanden sich auf der Single/EP You Made Me Realise aus dem Juli 1988, bis dann Isn’t Anything später im Herbst folgte. Der Großteil des Albums wurde in einem Studio in Wales aufgenommen. Als das Album in einer kurzen Zeit von zwei Wochen aufgenommen wurde, schlief die Band pro Nacht nur etwa zwei Stunden. Bilinda Butcher beschrieb den Effekt dieses Schlafmangels auf ihren Gesang:

„Es war oft halb acht morgens, wenn wir den Gesang aufgenommen haben. Da war ich dann meist schon eingeschlafen und musste zum Singen aufgeweckt werden. Vielleicht klingts deshalb so schläfrig. Ich versuche normalerweise, mich an meine Träume zu erinnern, wenn ich singe.“

Diese extremen Produktionsbedingungen verschärften sich noch beim Folgealbum der Band, dem Shoegazing-Meilenstein Loveless von 1991.

## Stil
Das Album beinhaltet Elemente des Ethereal (Lose My Breath, No More Sorry und All I Need), noise-rock-artige Gitarrenlieder ((When You Wake) You’re Still In A Dream, Feed Me with Your Kiss, You Never Should) und Dream-Pop-Melodien (Several Girls Galore, Sueisfine). Dave Thompson beschrieb in seinem Buch Alternative Rock den Klang des Albums als wie Trockeneis schneidende, intensive Gitarren-Drones und heftiges Kopfnicken in eine ansteckende Hardcore-Suppe, was zu einem widersprüchlichen trance-entsponnenen Gefühl führt. Noise wird Schönheit, da das Feedback über den Gesang gelegt wird und das dann wieder über das Feedback ad infinitum. Das Lied Several Girls Galore wurde als „kubistischer Versuch à la The Jesus and Mary Chain“ beschrieben.
Das Album entwickelte sich zu einem großen Einfluss für viele Bands, welcher später als Shoegazing beschrieben werden würde.

## Rezeption
Das Album wurde am Anfang positiv aufgenommen und hat sich seitdem für viele Kritiker zu einem der besten Alben aller Zeiten gemausert. So listete es The Guardian in seiner Liste 1000 Albums to Hear Before You Die auf. Die Liste The top 40 Irish albums von der Irish Times platzierte das Album auf Platz #24 und es belegte beim Guardian ebenfalls Platz #16 auf der Liste "Alternative top 100 albums ever". Pitchfork Media wählte das Album zu einem der "Top 100 Albums of the 1980s" (Platz #22). Der UNCUT-Autor David Stubbs nannte „Isn’t Anything“ „eines der wichtigsten, einflussreichsten britischen Rockalben der Achtziger Jahre“.
UNCUT-Autor Stephen Troussé sagte bei der Wiederveröffentlichung des Albums (2008): "Gäbe es Rock-Algebra, könnte man sagen, [My Bloody Valentine] haben eine neue Formel ausgearbeitet inklusive der boshaften Mattheit von Mary Chain, die geschwindigkeitsverrückte Dringlichkeit von Sonic Youth und noch einem Klecks der Vaselines-Sauce. Aber nichts davon belegt das wilde, sehnsüchtige Ergebnis."

## Titelliste
Alle Lieder wurden – sofern nicht anders vermerkt – von Kevin Shields geschrieben.
1. Soft as Snow (but Warm Inside) (Shields, Colm Ó Cíosóig) – 2:21
2. Lose My Breath (Bilinda Butcher, Shields) – 3:37
3. Cupid Come (Butcher, Shields) – 4:27
4. (When You Wake) You’re Still in a Dream (O’Ciosoig, Shields) – 3:16
5. No More Sorry (Butcher, Shields) – 2:48
6. All I Need – 3:04
7. Feed Me with Your Kiss – 3:54
8. Sueisfine (Shields, O’Ciosoig) – 2:12
9. Several Girls Galore (Butcher, Shields) – 2:21
10. You Never Should – 3:21
11. Nothing Much to Lose – 3:16
12. I Can See It (but I Can’t Feel It) – 3:10